# Assassinato do Laquan McDonald
O assassinato do Laquan Mcdonald ocorreu no dia 20 de outubro de 2014 em Chicago, Illinois, quando McDonald foi baleado 16 vezes em 13 segundos pelo Oficial de Polícia Jason Van Dyke a cerca de 3 m de distância. A polícia foi chamada à cena devido a relatos de que uma pessoa estava carregando uma faca na mão. O vídeo do tiroteio, capturado em uma câmera do painel da viatura da polícia, foi liberado para o público somente no dia 24 de novembro de 2015—mais de 13 meses após o disparo e só depois de vários investigadores independentes exigirem a liberação de registros.
Poucas horas depois do vídeo ser liberado, Van Dyke foi acusado de assassinato em primeiro grau. Depois de entregar-se para as autoridades, ele foi inicialmente detido sem direito a fiança em Cook County Jail , mas libertado no dia 30 de novembro após pagar a fiança.
Houve vários protestos denunciando a morte de Mcdonald e reivindicações para mudança em vários níveis, à luz do modo como o caso foi tratado, incluindo a demissão do Superintendente da Polícia de Chicago Garry McCarthy e demandas de demissão de outros oficiais da cidade de Chicago.